# La Chute des Aigles
La Chute des Aigles (conocida en España como Una canción para Berlín) es una película de drama y bélica de 1989, dirigida por Jesús Franco, que a su vez la escribió junto a Georges Friedland, musicalizada por Daniel White, en la fotografía estuvo Jean-Jacques Bouhon y los protagonistas son Christopher Lee, Ramon Estevez y Mark Hamill, entre otros. El filme fue realizado por BelFilm, Eurociné y Groupe Français, se estrenó el 18 de mayo de 1989.

## Sinopsis
Transcurre la Segunda Guerra Mundial, y en Alemania, un fervoroso nazi y un antinazi, están enamorados de la misma mujer, la hija de un acaudalado banquero. Ambos se suman al ejército, la joven se dedica a cantar en un club nocturno. Casualmente, ella también se vincula al ejército para divertir a los soldados, pero las circunstancias rápidamente hacen que todo su presente se transforme.